# Krupp-Park

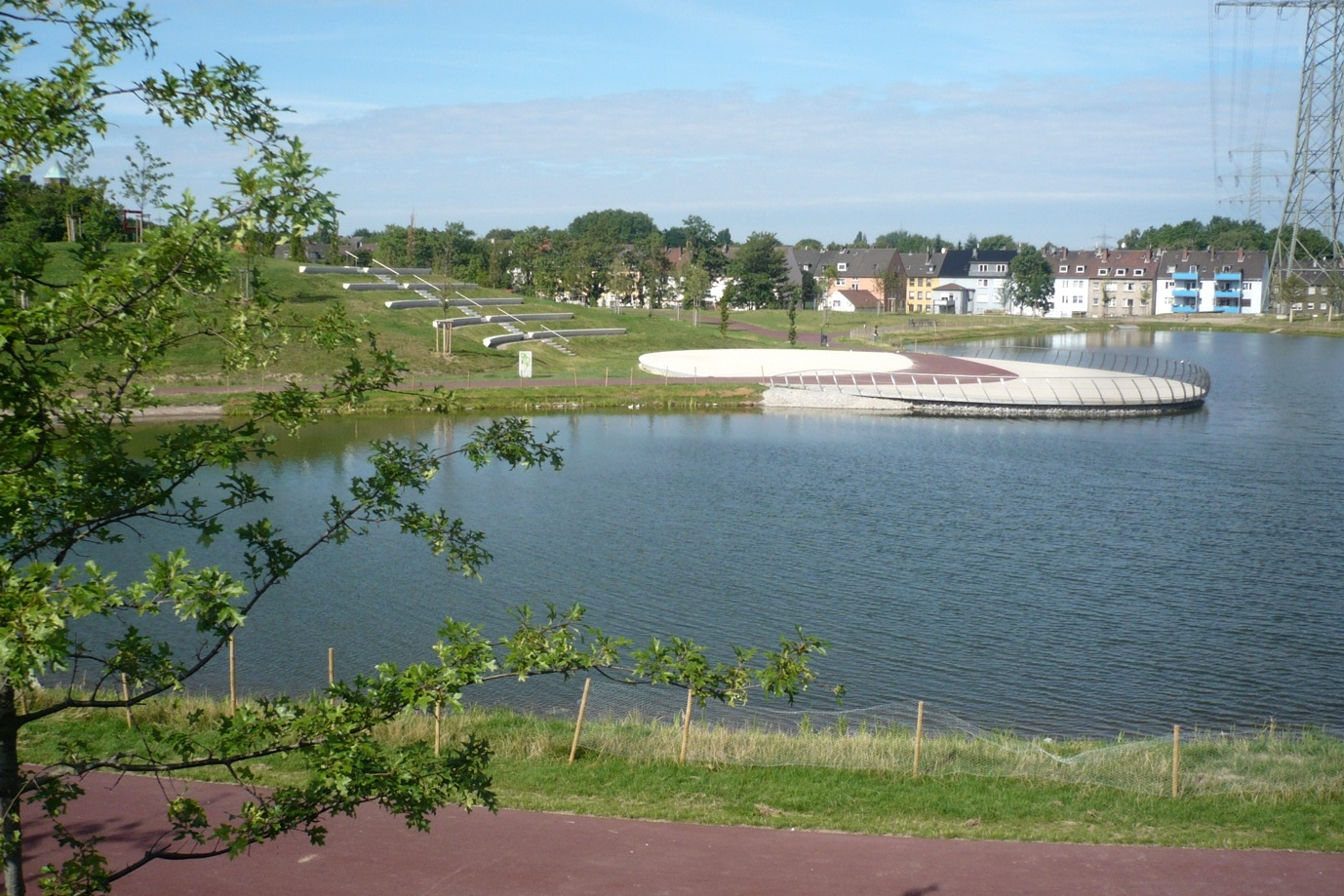
See mit Seebühne im Krupp-Park

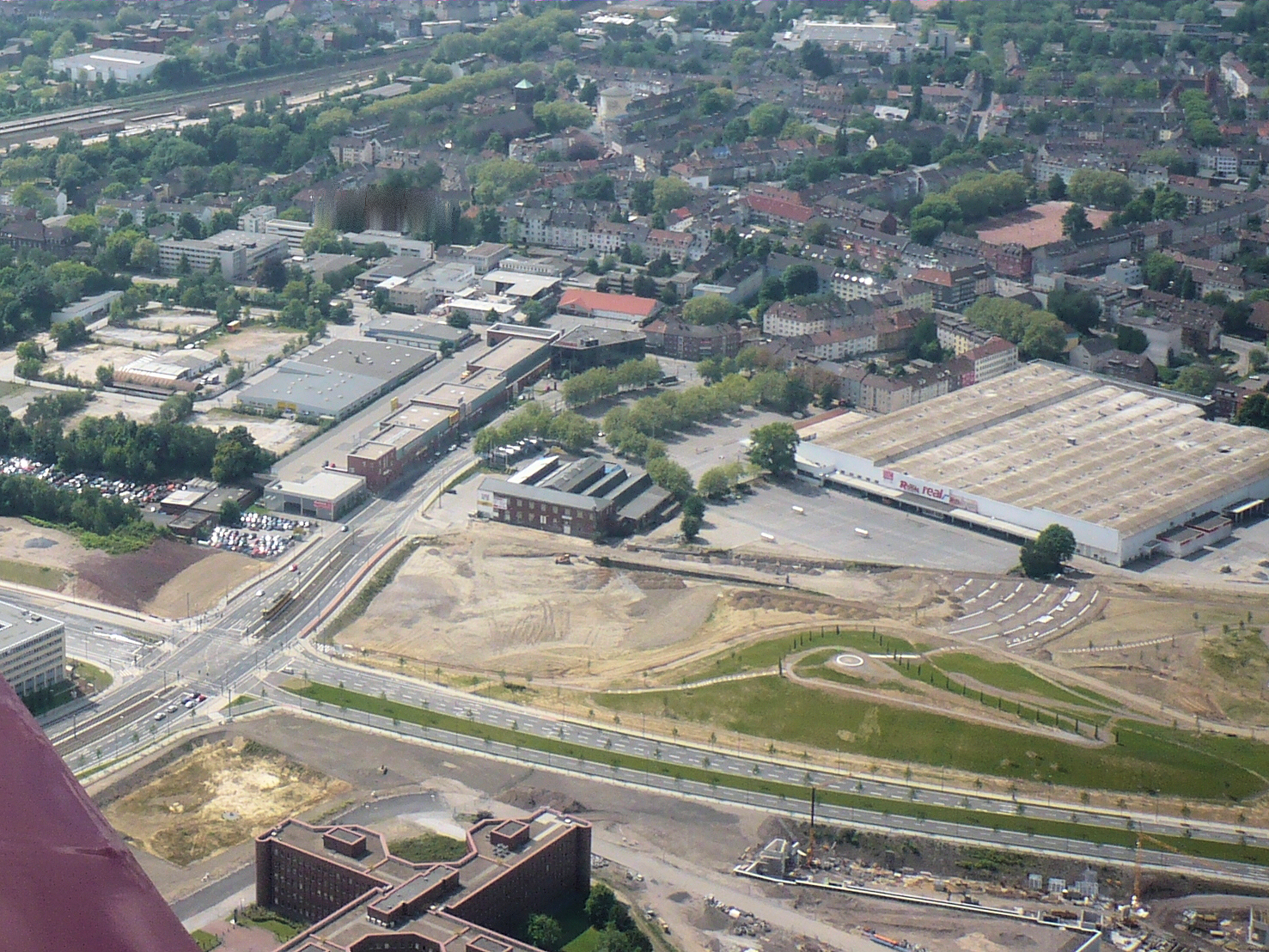
Nördlicher Teil des Krupp-Parks im Bau, Luftbild Mai 2009; Berthold-Beitz-Boulevard mit Kreuzung zur Altendorfer Straße

Der Krupp-Park ist eine Parkanlage im Westviertel der Stadt Essen. Er wurde von 2009 bis 2024 als integraler Bestandteil des Stadtentwicklungsprojekts Krupp-Gürtel angelegt und befindet sich in einer Nord-Süd-Ausdehnung parallel westlich des Berthold-Beitz-Boulevards. Im südlichen Parkteil befindet sich eine Sportanlage.

## Charakter
Der gesamte Park wurde als landschaftlicher Ausgleich für den Bau des angrenzenden Thyssenkrupp-Hauptquartiers und den Berthold-Beitz-Boulevard angelegt. Er erstreckt sich auf einem Teil der Fläche der ehemaligen Krupp-Gussstahlfabrik, die seit den Zerstörungen im Zweiten Weltkrieg und dem folgenden Abbruch von Fabrikteilen zu Reparationszwecken brach lag und weitestgehend unzugänglich war.
Durch den aus nördlichem und südlichem Teil bestehenden, insgesamt etwa 23 Hektar großen und 1,3 Kilometer langen Park, entstand das viertgrößte innerstädtische Gebiet zur Erholung nach dem Gruga-, dem Borbecker Schloss- und dem Hügelpark. Nach ersten Planungen in den 1990er Jahren und dem Landschaftsarchitekturentwurf Mitte 2006 begann man im März 2007 mit ersten Erdarbeiten.
Die Kosten des gesamten Parks wurden mit 6,1 Millionen Euro veranschlagt. Beteiligt waren die Stadt Essen, die Städtebauförderung des Bundes und des Landes Nordrhein-Westfalen, die Stadtwerke Essen und die Emschergenossenschaft.

### Nördlicher Parkteil
Am 22. August 2009 fand im Beisein des Oberbürgermeisters Wolfgang Reiniger die Eröffnung des etwa 12 Hektar großen, nördlichen Teils des Krupp-Parks mit einem Parkfest statt. Seine Längsausdehnung in Nord-Süd-Richtung beträgt etwa 700 Meter bei einer variierenden Breite von 135 bis 215 Metern. Die Gestaltung wurde der Natur nachempfunden – es gibt eine hohe Dichte an Bäumen, jedoch auch Wiesen und Lichtungen sowie einen See. Der durch die Baumaßnahmen des Krupp-Gürtels wegfallende Baumbestand wird durch den Krupp-Park vollständig ausgeglichen. Aus dem Aushub des Berthold-Beitz-Boulevards ist eine Hügellandschaft entstanden. In Nord-Süd-Richtung verläuft ein Hochtal zwischen fünf Hügeln. Der höchste Hügel ragt etwa 12 Meter aus dem Gelände heraus, was 72 m ü. NHN entspricht. Es wurden Spielplätze, ein Beachvolleyballfeld und andere Ballspielplätze sowie Liegewiesen eingerichtet. Der sogenannte Waldspielplatz wurde von Kindern aus Schulen im Umkreis weitgehend mitgestaltet.
Der aus Gelsenkirchen stammende und meist in Italien arbeitende Landschaftsarchitekt Andreas Kipar entwickelte den Krupp-Park zusammen mit den Bürgern der angrenzenden Stadtteile. Im Norden des nördlichen Krupp-Parks liegt der nierenförmige, 9100 Quadratmeter große und bis zu 2,8 Meter tiefe See, der ausschließlich mit Regenwasser aus dem Park und von den Dächern des Thyssenkrupp-Hauptquartiers gespeist wird. Der Abfluss des Sees führt über einen Kanal zum Borbecker Mühlenbach. Am See mit rund 14.000 Kubikmeter Wasserinhalt liegt ein kleines Amphitheater mit einer in den See hineinragenden Bühne. Östlich schließt sich zum Berthold-Beitz-Boulevard eine 160 Meter lange, begehbare Lärmschutzgabionenmauer an.

#### Sadako-Friedensdenkmal
Am 17. Oktober 2023 wurde das Sadako-Friedensdenkmal nahe des Sees im Krupp-Park im Beisein von Oberbürgermeister Thomas Kufen enthüllt. Es erinnert an Sadako Sasaki, eine japanische Schülerin, die an den Folgen der Strahlung durch den Atombombenabwurf auf Hiroshima starb. Zudem soll das Denkmal hier, wo sich zur Zeit des Nationalsozialismus die kruppsche Waffenschmiede des Deutschen Reichs befand, an die Folgen von Kriegen erinnern.

### Südlicher Parkteil
Im südlichen etwa 600 Meter langen Teil des Krupp-Parks, zwischen Altendorfer– und Frohnhauser Straße, kommen noch etwa acht Hektar Parkfläche hinzu, von denen ein Teil bewaldet angelegt ist. Ursprüngliche Planungen sahen vor, dass der gesamte durch Hügel gestaltete Parkteil der Natur überlassen werden sollte.
Anfang 2018 schloss die langjährig hier ansässige Autoverwertung zur Altendorfer Straße. Die freigewordene belastete Fläche wurde 2019 zunächst mit einem mineralischen Ton-Geotextil abgedichtet. Nach der Auffüllung mit Erdreich wurde das Gelände modelliert und mit Wildblumen, Grasinseln, 7000 Sträuchern in 15 Arten und insgesamt über 11.500 Bäumen wie Vogel-Kirsche, Berg-Ahorn, Stieleichen und Hainbuchen begrünt. Es gibt Wege zum Einkaufszentrum Kronenberg-Center und zur Altendorfer Straße.
Dafür entstehen Gesamtkosten von 2,7 Millionen Euro, von denen das Land Nordrhein-Westfalen rund 2,2 Millionen Euro aus dem Landesprogramm Zukunft Stadtgrün zusteuert.
Aufgrund eines politischen Kompromisses wurde im Park eine städtische Sportanlage errichtet, die einen Ersatz für die wegfallende Sportstätten an der Bockmühle, wo eine Unternehmenszentrale erweitert wird, und an der Serlostraße in Altendorf bildet. Die Sportanlage im südlichen Krupp-Park wurde 2018 eröffnet. Ihre Errichtung kostete laut Veranschlagung der Essener Sport- und Bäderbetriebe rund 3,8 Millionen Euro, hinzu kamen noch etwa eine Million Euro, die der stadteigene Betrieb Grün und Gruga in die Landschaftsgestaltung investierte. Die Sportanlage liegt etwa fünf Meter über Straßenniveau auf künstlich aufgeschütteten Hügeln. Drei Sportvereine sind hier ansässig und haben einen 105 × 68 Meter großen Kunstrasenplatz mit einem kleinen Nebenplatz sowie ein Vereinsgebäude zur Verfügung.
Am 10. April 2024 wurde der südliche Teil des Krupp-Parks offiziell bei einem Pressetermin im Beisein von Oberbürgermeister Thomas Kufen als fertig vorgestellt.